# Historique du parcours européen du Stade rennais FC
Cette page présente l'historique complet des matchs européens disputés par le Stade rennais FC depuis 1965.

## Histoire

### Première participation en coupe d'Europe (1965-1972)
Après sa première Coupe de France remportée en 1965, le club s'ouvre également les portes de sa première participation européenne. En Coupe des Coupes 1965-1966, face aux Tchécoslovaques du Dukla Prague et son Ballon d'or Josef Masopust, les Rennais perdent à Prague 0-2 et ne font pas mieux qu'un nul (0-0) à Rennes.
Sept ans après et une deuxième Coupe de France gagnée en 1971, le club joue la Coupe des Coupes 1971-1972 et rencontre les Ecossais des Rangers FC : malgré le match nul à Rennes et son premier but en Coupe d'Europe (Philippe Redon), le club perd en Ecosse 1-0 et est de nouveau éliminé dès le premier tour.

### Trois participation en Intertoto et une finale (1996-2002)
A l'été 1996, après avoir fini huitième du Championnat de France 1996, le Stade rennais retrouve les joutes européennes par le biais de la Coupe Intertoto, dans un groupe où se trouvent également Segesta Sisak, Örgryte IS, FC Lucerne et Hapoël Tel-Aviv, le club breton finit 4e et est éliminé, malgré sa premier victoire contre une équipe européenne (l'Hapoël Tel-Aviv, 2-0 en Israël).
Trois ans après en 1999, et avoir éliminé successivement les deux clubs autrichiens de l'Austria Lustenau et de l'Austria Vienne, en finale Intertoto 1999 c'est la Juventus FC de Zinédine Zidane qu'affrontent les Rennais. Au Stade de la route de Lorient, en ballottage défavorable (défaite 2-0 à l'aller grâce à un double de Filippo Inzaghi) et malgré l'ouverture du score rennais par El-Hadji Diouf, ils concèdent le nul 2-2 face aux Turinois. En 2002 c'est en demi-finale face aux Anglais d'Aston VIlla que Rennes est éliminé (victoire 2-1 à Rennes et défaite 1-0 à Birmingham).

### Déconvenue en Coupe de l'UEFA puis en Ligue Europa (2005-2012)
En 2005 l'équipe menée par László Bölöni termine 4e place en Ligue 1 et participe pour la première fois à la Coupe de l'UEFA. Elle affronte en éliminatoire les Espagnols d'Ossasuna : le match à Rennes est gagné par les rouge et noir 3 buts à 1 grâce a un doublé d'Alexander Frei et un but de Youssouf Hadji ; le match nul en Espagne permet au club breton de jouer pour la première fois de son histoire en phase de groupe de coupe d'Europe. Malheureusement, les Rennais perdront tous leurs matchs. Pour les trois autres participations suivantes du club, il ne fera pas mieux (dernier de son groupe en 2007-2008 puis en 2011-2012, et éliminé en éliminatoire en 2008-2009).

### Amélioration des résultats en Europe (2018-)
Durant la saison 2018-2019, le club réalise le meilleur parcours européen de son histoire. Il parvient pour la première fois à se qualifier en match à élimination directe de la Ligue Europa, en éliminant le Real Betis en seizième de finale (3-3 à Rennes, puis 3-1 à Séville). Au tour suivant, l'équipe entraînée par Julien Stéphan est éliminée par Arsenal, malgré une victoire lors du match aller au Roazhon Park (3-1 à Rennes, 0-3 à Londres),.
Pour saison 2019-2020, à la suite du succès en Coupe de France, le club réalise un parcours décevant en Ligue Europa où le club finit 4e du groupe complété par le Celtic FC, la SS Lazio et Cluj. En championnat, les Bretons font leur meilleur classement en Ligue 1 de leur histoire en finissant 3e avec un championnat arrêté à la 28e journée en raison de la pandémie de Covid-19. En conséquence, le Stade rennais FC accède pour la première fois de son histoire à la compétition la plus prestigieuse du football européen : la Ligue des champions,.
Pour sa découverte de la Ligue des champions, les Rennais affrontent pour le premier match les Russes du FK Krasnodar (1-1), avec le premier but inscrit dans la compétition pour le club par Serhou Guirassy. Mais les cinq matchs suivants seront autant de défaites, pour une dernière place du groupe E.
La saison 2021-2022 commence par une qualification en phase de groupes de la nouvelle Ligue Europa Conférence, face à Rosenborg BK ,, pour entrer dans un groupe composé de Tottenham Hotspur, du Vitesse Arnhem et du NŠ Mura. Le Stade rennais finit premier et se qualifie directement pour les huitièmes de finale. Leicester City éliminera là les rouge & noir, battus 2-0 en Angleterre, puis insuffisamment victorieux (2-1) au Roazhon Park.
Lors de la Ligue Europa 2022-2023, le club continue de se qualifier pour les phases à élimination directe, sans pour autant aller plus loin, comme lors du barrage de Ligue Europa face au Chakhtar Donetsk : défaite 2-1 à l'aller et une victoire 2-1 au retour pour une élimination aux tirs au but. Pour la saison 2023-2024, à nouveau en Ligue Europa c'est cette fois-ci face au Milan AC que les Rennais sont éliminés en barrage, avec une défaite 3-0 à San Siro (devant 10 000 supporters rennais)) et une victoire 3-2 au Roazhon Park avec un triplé de Benjamin Bourigeaud,.

## Résultat saison par saison

### 1965-1966:Coupe des Coupes
| N° | Tour              | Pays            | Match                           | Score | Cumul |
| -- | ----------------- | --------------- | ------------------------------- | ----- | ----- |
| 1  | 1er tour (aller)  | Tchécoslovaquie | Dukla Prague - Stade rennais UC | 2 - 0 | 0 - 2 |
| 2  | 1er tour (retour) | Tchécoslovaquie | Stade rennais UC - Dukla Prague | 0 - 0 | 0 - 2 |

### 1971-1972:Coupe des Coupes
| N° | Tour                    | Pays   | Match                         | Score | Cumul |
| -- | ----------------------- | ------ | ----------------------------- | ----- | ----- |
| 3  | 1/16 de finale (aller)  | Écosse | Stade rennais UC - Rangers FC | 1 - 1 | 2 - 1 |
| 4  | 1/16 de finale (retour) | Écosse | Rangers FC - Stade rennais UC | 1 - 0 | 2 - 1 |

### 1996-1997:Coupe Intertoto
Groupe 6
| Rang | Équipe           | Pts | J | G | N | P | Bp | Bc | Diff |  | Résultats (▼ dom., ► ext.) |     |     |     |     |     |
| ---- | ---------------- | --- | - | - | - | - | -- | -- | ---- |  | -------------------------- | --- | --- | --- | --- | --- |
| 1    | HNK Segesta      | 10  | 4 | 3 | 1 | 0 | 7  | 3  | +4   |  | HNK Segesta                |     | 1-1 |     | 2-1 |     |
| 2    | Örgryte IS       | 8   | 4 | 2 | 2 | 0 | 8  | 2  | +6   |  | Örgryte IS                 |     |     | 3-0 |     | 3-0 |
| 3    | FC Lucerne       | 6   | 4 | 2 | 0 | 2 | 4  | 5  | -1   |  | FC Lucerne                 | 0-1 |     |     |     | 2-0 |
| 4    | Stade rennais FC | 4   | 4 | 1 | 1 | 2 | 5  | 5  | 0    |  | Stade rennais FC           |     | 1-1 | 1-2 |     |     |
| 5    | Hapoël Tel-Aviv  | 0   | 4 | 0 | 0 | 4 | 1  | 10 | -9   |  | Hapoël Tel-Aviv            | 1-3 |     |     | 0-2 |     |

| N° | Tour             | Pays    | Match                              | Score |
| -- | ---------------- | ------- | ---------------------------------- | ----- |
| 5  | Phase groupe - 1 | Israël  | Hapoël Tel-Aviv - Stade rennais FC | 0 - 2 |
| 6  | Phase groupe - 2 | Suisse  | Stade rennais FC - FC Lucerne      | 1 - 2 |
| 7  | Phase groupe - 3 | Croatie | Segesta Sisak - Stade rennais FC   | 2 - 1 |
| 8  | Phase groupe - 4 | Suède   | Stade rennais FC - Örgryte IS      | 1 - 1 |

### 1999-2000:Coupe Intertoto
| N° | Tour                | Pays     | Match                               | Score | Cumul |
| -- | ------------------- | -------- | ----------------------------------- | ----- | ----- |
| 9  | 3e tour (aller)     | Autriche | Austria Lustenau - Stade rennais FC | 2 - 1 | 2 - 2 |
| 10 | 3e tour (retour)    | Autriche | Stade rennais FC - Austria Lustenau | 1 - 0 | 2 - 2 |
| 11 | 1/2 finale (aller)  | Autriche | Stade rennais FC - Austria Vienne   | 2 - 0 | 2 - 4 |
| 12 | 1/2 finale (retour) | Autriche | Austria Vienne - Stade rennais FC   | 2 - 2 | 2 - 4 |

#### Finale de la Coupe Intertoto
| N° | Tour            | Pays   | Match                          | Score | Cumul |
| -- | --------------- | ------ | ------------------------------ | ----- | ----- |
| 13 | Finale (aller)  | Italie | Juventus FC - Stade rennais FC | 2 - 0 | 2 - 4 |
| 14 | Finale (retour) | Italie | Stade rennais FC - Juventus FC | 2 - 2 | 2 - 4 |

### 2001-2002:Coupe Intertoto
| N° | Tour                | Pays               | Match                          | Score | Cumul |
| -- | ------------------- | ------------------ | ------------------------------ | ----- | ----- |
| 15 | 3e tour (aller)     | République tchèque | Stade rennais FC - FC Slovácko | 5 - 0 | 4 - 7 |
| 16 | 3e tour (retour)    | République tchèque | FC Slovácko - Stade rennais FC | 4 - 2 | 4 - 7 |
| 17 | 1/2 finale (aller)  | Angleterre         | Stade rennais FC - Aston Villa | 2 - 1 | 2 - 2 |
| 18 | 1/2 finale (retour) | Angleterre         | Aston Villa - Stade rennais FC | 1 - 0 | 2 - 2 |

### 2005-2006:Coupe de l'UEFA
| N° | Tour              | Pays    | Match                                | Score | Cumul |
| -- | ----------------- | ------- | ------------------------------------ | ----- | ----- |
| 19 | 1er tour (aller)  | Espagne | Stade rennais FC - Osasuna Pampelune | 3 - 1 | 1 - 3 |
| 20 | 1er tour (retour) | Espagne | Osasuna Pampelune - Stade rennais FC | 0 - 0 | 1 - 3 |

Phase de groupe - groupe G
| Rang | Équipe           | Pts | J | G | N | P | Bp | Bc | Diff |  | Résultats (▼ dom., ► ext.) |     |     |     |     |     |
| ---- | ---------------- | --- | - | - | - | - | -- | -- | ---- |  | -------------------------- | --- | --- | --- | --- | --- |
| 1    | Rapid Bucarest   | 9   | 4 | 3 | 0 | 1 | 5  | 2  | +3   |  | Rapid Bucarest             |     |     |     | 1-0 | 2-0 |
| 2    | Shakhtar Donetsk | 9   | 4 | 3 | 0 | 1 | 4  | 1  | +3   |  | Shakhtar Donetsk           | 0-1 |     |     | 1-0 |     |
| 3    | VfB Stuttgart    | 9   | 4 | 3 | 0 | 1 | 6  | 4  | +2   |  | VfB Stuttgart              | 2-1 | 0-2 |     |     |     |
| 4    | PAOK Salonique   | 3   | 4 | 1 | 0 | 3 | 6  | 5  | +1   |  | PAOK Salonique             |     |     | 1-2 |     | 5-1 |
| 5    | Stade rennais FC | 0   | 4 | 0 | 0 | 4 | 1  | 10 | -9   |  | Stade rennais FC           |     | 0-1 | 0-2 |     |     |

| N° | Tour             | Pays      | Match                               | Score |
| -- | ---------------- | --------- | ----------------------------------- | ----- |
| 21 | Phase groupe - 1 | Allemagne | Stade rennais FC - VfB Stuttgart    | 0 - 2 |
| 22 | Phase groupe - 2 | Roumanie  | Rapid Bucarest - Stade rennais FC   | 2 - 0 |
| 23 | Phase groupe - 3 | Ukraine   | Stade rennais FC - Chakhtar Donetsk | 0 - 1 |
| 24 | Phase groupe - 4 | Grèce     | PAOK Salonique - Stade rennais FC   | 5 - 1 |

### 2007-2008:Coupe de l'UEFA
| N° | Tour              | Pays     | Match                              | Score | Cumul |
| -- | ----------------- | -------- | ---------------------------------- | ----- | ----- |
| 25 | 1er tour (aller)  | Bulgarie | Lokomotiv Sofia - Stade rennais FC | 1 - 3 | 4 - 3 |
| 26 | 1er tour (retour) | Bulgarie | Stade rennais FC - Lokomotiv Sofia | 1 - 2 | 4 - 3 |

Phase de poule - groupe D
| Rang | Équipe           | Pts | J | G | N | P | Bp | Bc | Diff |  | Résultats (▼ dom., ► ext.) |     |     |     |     |     |
| ---- | ---------------- | --- | - | - | - | - | -- | -- | ---- |  | -------------------------- | --- | --- | --- | --- | --- |
| 1    | Hambourg SV      | 10  | 4 | 3 | 1 | 0 | 7  | 1  | +6   |  | Hambourg SV                |     | 1-1 |     |     | 3-0 |
| 2    | FC Bâle          | 8   | 4 | 2 | 2 | 0 | 3  | 1  | +2   |  | FC Bâle                    |     |     | 1-0 |     | 1-0 |
| 3    | SK Brann         | 4   | 4 | 1 | 1 | 2 | 3  | 4  | -1   |  | SK Brann                   | 0-1 |     |     | 2-1 |     |
| 4    | Dinamo Zagreb    | 2   | 4 | 0 | 2 | 2 | 2  | 5  | -3   |  | Dinamo Zagreb              | 0-2 | 0-0 |     |     |     |
| 5    | Stade rennais FC | 2   | 4 | 0 | 2 | 2 | 2  | 6  | -4   |  | Stade rennais FC           |     |     | 1-1 | 1-1 |     |

| N° | Tour             | Pays      | Match                            | Score |
| -- | ---------------- | --------- | -------------------------------- | ----- |
| 27 | Phase groupe - 1 | Suisse    | FC Bâle - Stade rennais FC       | 1 - 0 |
| 28 | Phase groupe - 2 | Norvège   | Stade rennais FC - SK Brann      | 1 - 1 |
| 29 | Phase groupe - 3 | Allemagne | Hambourg SV - Stade rennais FC   | 3 - 0 |
| 30 | Phase groupe - 4 | Croatie   | Stade rennais FC - Dinamo Zagreb | 1 - 1 |

### 2008-2009:Intertoto,Coupe UEFA

#### Coupe Intertoto
| N° | Tour             | Pays    | Match                                | Score    | Cumul              |
| -- | ---------------- | ------- | ------------------------------------ | -------- | ------------------ |
| 31 | 3e tour (aller)  | Ukraine | Stade rennais FC - Tavria Simferopol | 1 - 0    | 1 - 1 9 - 10 t.a.b |
| 32 | 3e tour (retour) | Ukraine | Tavria Simferopol - Stade rennais FC | 1 - 0 ap | 1 - 1 9 - 10 t.a.b |

#### Coupe UEFA
| N° | Tour                   | Pays     | Match                             | Score | Cumul |
| -- | ---------------------- | -------- | --------------------------------- | ----- | ----- |
| 33 | 2e tour prel. (aller)  | Norvège  | Stabæk Fotball - Stade rennais FC | 2 - 1 | 3-2   |
| 34 | 2e tour prel. (retour) | Norvège  | Stade rennais FC - Stabæk Fotball | 2 - 0 | 3-2   |
| 35 | 1er tour (aller)       | Pays-Bas | Stade rennais FC - FC Twente      | 2 - 1 | 2-2   |
| 36 | 1er tour (retour)      | Pays-Bas | FC Twente - Stade rennais FC      | 1 - 0 | 2-2   |

### 2011-2012:Ligue Europa
| N° | Tour              | Pays    | Match                                       | Score | Cumul |
| -- | ----------------- | ------- | ------------------------------------------- | ----- | ----- |
| 37 | 3e tour (aller)   | Géorgie | Metalurgi Rustavi - Stade rennais FC        | 2 - 5 | 7-2   |
| 38 | 3e tour (retour)  | Géorgie | Stade rennais FC - Metalurgi Rustavi        | 2 - 0 | 7-2   |
| 39 | Barrages (aller)  | Serbie  | Étoile rouge de Belgrade - Stade rennais FC | 1 - 2 | 6-1   |
| 40 | Barrages (retour) | Serbie  | Stade rennais FC - Étoile rouge de Belgrade | 4 - 0 | 6-1   |

Phase de poule - groupe I
| Rang | Équipe           | Pts | J | G | N | P | Bp | Bc | Diff |  | Résultats (▼ dom., ► ext.) |     |     |     |     |
| ---- | ---------------- | --- | - | - | - | - | -- | -- | ---- |  | -------------------------- | --- | --- | --- | --- |
| 1    | Atlético Madrid  | 13  | 6 | 4 | 1 | 1 | 11 | 4  | +7   |  | Atlético Madrid            |     | 4-0 | 2-0 | 3-1 |
| 2    | Udinese          | 9   | 6 | 2 | 3 | 1 | 6  | 7  | -1   |  | Udinese                    | 2-0 |     | 1-1 | 2-1 |
| 3    | Celtic Glasgow   | 6   | 6 | 1 | 3 | 2 | 6  | 7  | -1   |  | Celtic Glasgow             | 0-1 | 1-1 |     | 3-1 |
| 4    | Stade rennais FC | 3   | 6 | 0 | 3 | 3 | 5  | 10 | -5   |  | Stade rennais FC           | 1-1 | 0-0 | 1-1 |     |

| N° | Tour             | Pays    | Match                              | Score |
| -- | ---------------- | ------- | ---------------------------------- | ----- |
| 41 | Phase groupe - 1 | Italie  | Udinese - Stade rennais FC         | 2 - 1 |
| 42 | Phase groupe - 2 | Espagne | Stade rennais FC - Atlético Madrid | 1 - 1 |
| 43 | Phase groupe - 3 | Écosse  | Stade rennais FC - Celtic FC       | 1 - 1 |
| 44 | Phase groupe - 4 | Écosse  | Celtic FC - Stade rennais FC       | 3 - 1 |
| 45 | Phase groupe - 5 | Italie  | Stade rennais FC - Udinese         | 0 - 0 |
| 46 | Phase groupe - 6 | Espagne | Atlético Madrid - Stade rennais FC | 3 - 1 |

### 2018-2019:Ligue Europa
Phase de poule - groupe K
| Rang | Équipe           | Pts | J | G | N | P | Bp | Bc | Diff |  | Résultats (▼ dom., ► ext.) |     |     |     |     |
| ---- | ---------------- | --- | - | - | - | - | -- | -- | ---- |  | -------------------------- | --- | --- | --- | --- |
| 1    | Dynamo Kiev      | 11  | 6 | 3 | 2 | 1 | 10 | 7  | +3   |  | Dynamo Kiev                |     | 3-1 | 2-2 | 0-1 |
| 2    | Stade rennais FC | 9   | 6 | 3 | 0 | 3 | 7  | 8  | -1   |  | Stade rennais FC           | 1-2 |     | 2-0 | 2-1 |
| 3    | FK Astana        | 8   | 6 | 2 | 2 | 2 | 7  | 7  | 0    |  | FK Astana                  | 0-1 | 2-0 |     | 2-1 |
| 4    | FK Jablonec      | 5   | 6 | 1 | 2 | 3 | 6  | 8  | -2   |  | FK Jablonec                | 2-2 | 0-1 | 1-1 |     |

| N° | Tour             | Pays               | Match                          | Score |
| -- | ---------------- | ------------------ | ------------------------------ | ----- |
| 47 | Phase groupe - 1 | République tchèque | Stade rennais FC - FK Jablonec | 2 - 1 |
| 48 | Phase groupe - 2 | Kazakhstan         | FK Astana - Stade rennais FC   | 2 - 0 |
| 49 | Phase groupe - 3 | Ukraine            | Stade rennais FC - Dynamo Kiev | 1 - 2 |
| 50 | Phase groupe - 4 | Ukraine            | Dynamo Kiev - Stade rennais FC | 3 - 1 |
| 51 | Phase groupe - 5 | République tchèque | FK Jablonec - Stade rennais FC | 0 - 1 |
| 52 | Phase groupe - 6 | Kazakhstan         | Stade rennais FC - FK Astana   | 2 - 0 |

Phase finale
| N° | Tour                    | Pays       | Match                         | Score | Cumul |
| -- | ----------------------- | ---------- | ----------------------------- | ----- | ----- |
| 53 | 1/16 de finale (aller)  | Espagne    | Stade rennais FC - Real Betis | 3 - 3 | 4-6   |
| 54 | 1/16 de finale (retour) | Espagne    | Real Betis - Stade rennais FC | 1 - 3 | 4-6   |
| 55 | 1/8 de finale (aller)   | Angleterre | Stade rennais FC - Arsenal FC | 3 - 1 | 4-3   |
| 56 | 1/8 de finale (retour)  | Angleterre | Arsenal FC - Stade rennais FC | 3 - 0 | 4-3   |

### 2019-2020:Ligue Europa
Phase de poule - Groupe E
| Rang | Équipe           | Pts | J | G | N | P | Bp | Bc | Diff |  | Résultats (▼ dom., ► ext.) |     |     |     |     |
| ---- | ---------------- | --- | - | - | - | - | -- | -- | ---- |  | -------------------------- | --- | --- | --- | --- |
| 1    | Celtic FC        | 13  | 6 | 4 | 1 | 1 | 10 | 6  | +4   |  | Celtic FC                  |     | 2-0 | 2-1 | 3-1 |
| 2    | CFR Cluj         | 12  | 6 | 4 | 0 | 2 | 6  | 4  | +2   |  | CFR Cluj                   | 2-0 |     | 2-1 | 1-0 |
| 3    | Lazio Rome       | 6   | 6 | 2 | 0 | 4 | 6  | 9  | -3   |  | Lazio Rome                 | 1-2 | 1-0 |     | 2-1 |
| 4    | Stade rennais FC | 4   | 6 | 1 | 1 | 4 | 5  | 8  | -3   |  | Stade rennais FC           | 1-1 | 0-1 | 2-0 |     |

| N° | Tour             | Pays     | Match                         | Score |
| -- | ---------------- | -------- | ----------------------------- | ----- |
| 57 | Phase groupe - 1 | Écosse   | Stade rennais FC - Celtic FC  | 1 - 1 |
| 58 | Phase groupe - 2 | Italie   | Lazio Rome - Stade rennais FC | 2 - 1 |
| 59 | Phase groupe - 3 | Roumanie | Stade rennais FC - CFR Cluj   | 0 - 1 |
| 60 | Phase groupe - 4 | Roumanie | CFR Cluj - Stade rennais FC   | 1 - 0 |
| 61 | Phase groupe - 5 | Écosse   | Celtic FC - Stade rennais FC  | 3 - 1 |
| 62 | Phase groupe - 6 | Italie   | Stade rennais FC - Lazio Rome | 2 - 0 |

### 2020-2021:Ligue des champions
Phase de poule - Groupe E
| Rang | Équipe           | Pts | J | G | N | P | Bp | Bc | Diff |  | Résultats (▼ dom., ► ext.) |     |     |     |     |
| ---- | ---------------- | --- | - | - | - | - | -- | -- | ---- |  | -------------------------- | --- | --- | --- | --- |
| 1    | Chelsea FC       | 14  | 6 | 4 | 2 | 0 | 14 | 2  | +12  |  | Chelsea FC                 |     | 0-0 | 1-1 | 3-0 |
| 2    | Séville FC       | 13  | 6 | 4 | 1 | 1 | 9  | 8  | +1   |  | Séville FC                 | 0-4 |     | 3-2 | 1-0 |
| 3    | FK Krasnodar     | 5   | 6 | 1 | 2 | 3 | 6  | 11 | -5   |  | FK Krasnodar               | 0-4 | 1-2 |     | 1-0 |
| 4    | Stade rennais FC | 1   | 6 | 0 | 1 | 5 | 3  | 11 | -8   |  | Stade rennais FC           | 1-2 | 1-3 | 1-1 |     |

| N° | Tour             | Pays       | Match                           | Score |
| -- | ---------------- | ---------- | ------------------------------- | ----- |
| 63 | Phase groupe - 1 | Russie     | Stade rennais FC - FK Krasnodar | 1 - 1 |
| 64 | Phase groupe - 2 | Espagne    | Séville FC - Stade rennais FC   | 1 - 0 |
| 65 | Phase groupe - 3 | Angleterre | Chelsea FC - Stade rennais FC   | 3 - 0 |
| 66 | Phase groupe - 4 | Angleterre | Stade rennais FC - Chelsea FC   | 1 - 2 |
| 67 | Phase groupe - 5 | Russie     | FK Krasnodar - Stade rennais FC | 1 - 0 |
| 68 | Phase groupe - 6 | Espagne    | Stade rennais FC - Séville FC   | 1 - 3 |

### 2021-2022:Ligue Europa Conférence
Barrages
| N° | Tour              | Pays    | Match                           | Score | Cumul |
| -- | ----------------- | ------- | ------------------------------- | ----- | ----- |
| 69 | Barrages (aller)  | Norvège | Stade rennais FC - Rosenborg BK | 2 - 0 | 5 - 1 |
| 70 | Barrages (retour) | Norvège | Rosenborg BK - Stade rennais FC | 1 - 3 | 5 - 1 |

Phase de poule - Groupe G
| Rang | Équipe            | Pts | J | G | N | P | Bp | Bc | Diff |  | Résultats (▼ dom., ► ext.) |     |     |     |     |
| ---- | ----------------- | --- | - | - | - | - | -- | -- | ---- |  | -------------------------- | --- | --- | --- | --- |
| 1    | Stade rennais FC  | 14  | 6 | 4 | 2 | 0 | 13 | 7  | +6   |  | Stade rennais FC           |     | 3-3 | 2-2 | 1-0 |
| 2    | Vitesse Arnhem    | 10  | 6 | 3 | 1 | 2 | 12 | 9  | +3   |  | Vitesse Arnhem             | 1-2 |     | 1-0 | 3-1 |
| 3    | Tottenham Hotspur | 7   | 6 | 2 | 1 | 3 | 11 | 11 | 0    |  | Tottenham Hotspur          | 0-3 | 3-2 |     | 5-1 |
| 4    | NŠ Mura           | 3   | 6 | 1 | 0 | 5 | 5  | 14 | -9   |  | NŠ Mura                    | 1-2 | 0-2 | 2-1 |     |

| N° | Tour             | Pays       | Match                                | Score |
| -- | ---------------- | ---------- | ------------------------------------ | ----- |
| 71 | Phase groupe - 1 | Angleterre | Stade rennais FC - Tottenham Hotspur | 2 - 2 |
| 72 | Phase groupe - 2 | Pays-Bas   | Vitesse Arnhem - Stade rennais FC    | 1 - 2 |
| 73 | Phase groupe - 3 | Slovénie   | NŠ Mura - Stade rennais FC           | 1 - 2 |
| 74 | Phase groupe - 4 | Slovénie   | Stade rennais FC - NŠ Mura           | 1 - 0 |
| 75 | Phase groupe - 5 | Pays-Bas   | Stade rennais FC - Vitesse Arnhem    | 3 - 3 |
| 76 | Phase groupe - 6 | Angleterre | Tottenham Hotspur - Stade rennais FC | 0 - 3 |

Phase finale
| N° | Tour                   | Pays       | Match                             | Score | Cumul |
| -- | ---------------------- | ---------- | --------------------------------- | ----- | ----- |
| 77 | 1/8 de finale (aller)  | Angleterre | Leicester City - Stade rennais FC | 2 - 0 | 2 - 3 |
| 78 | 1/8 de finale (retour) | Angleterre | Stade rennais FC - Leicester City | 2 - 1 | 2 - 3 |

### 2022-2023:Ligue Europa
Phase de poule - Groupe B
| Rang | Équipe           | Pts | J | G | N | P | Bp | Bc | Diff |  | Résultats (▼ dom., ► ext.) |     |     |     |     |
| ---- | ---------------- | --- | - | - | - | - | -- | -- | ---- |  | -------------------------- | --- | --- | --- | --- |
| 1    | Fenerbahçe SK    | 14  | 6 | 4 | 2 | 0 | 13 | 7  | +6   |  | Fenerbahçe SK              |     | 3-3 | 2-0 | 2-1 |
| 2    | Stade rennais FC | 12  | 6 | 3 | 3 | 0 | 11 | 8  | +3   |  | Stade rennais FC           | 2-2 |     | 1-1 | 2-1 |
| 3    | AEK Larnaca      | 5   | 6 | 1 | 2 | 3 | 7  | 10 | -3   |  | AEK Larnaca                | 1-2 | 1-2 |     | 3-3 |
| 4    | Dynamo Kiev      | 1   | 6 | 0 | 1 | 5 | 5  | 11 | -6   |  | Dynamo Kiev                | 0-2 | 0-1 | 0-1 |     |

| N° | Tour             | Pays    | Match                            | Score |
| -- | ---------------- | ------- | -------------------------------- | ----- |
| 79 | Phase groupe - 1 | Chypre  | AEK Larnaca - Stade rennais FC   | 1 - 2 |
| 80 | Phase groupe - 2 | Turquie | Stade rennais FC - Fenerbahçe SK | 2 - 2 |
| 81 | Phase groupe - 3 | Ukraine | Stade rennais FC - Dynamo Kiev   | 2 - 1 |
| 82 | Phase groupe - 4 | Ukraine | Dynamo Kiev - Stade rennais FC   | 0 - 1 |
| 83 | Phase groupe - 5 | Turquie | Fenerbahçe SK - Stade rennais FC | 3 - 3 |
| 84 | Phase groupe - 6 | Chypre  | Stade rennais FC - AEK Larnaca   | 1 - 1 |

Phase finale
| N° | Tour                                    | Pays    | Match                               | Score | Cumul           |
| -- | --------------------------------------- | ------- | ----------------------------------- | ----- | --------------- |
| 85 | Barrages à élimination directe (aller)  | Ukraine | Chakhtar Donetsk - Stade rennais FC | 2 - 1 | 3 - 3 4 t.a.b 5 |
| 86 | Barrages à élimination directe (retour) | Ukraine | Stade rennais FC - Chakhtar Donetsk | 2 - 1 | 3 - 3 4 t.a.b 5 |

### 2023-2024:Ligue Europa
Phase de poule - Groupe F
| Rang | Équipe           | Pts | J | G | N | P | Bp | Bc | Diff |  | Résultats (▼ dom., ► ext.) |     |     |     |     |
| ---- | ---------------- | --- | - | - | - | - | -- | -- | ---- |  | -------------------------- | --- | --- | --- | --- |
| 1    | Villarreal CF    | 13  | 6 | 4 | 1 | 1 | 9  | 7  | +2   |  | Villarreal CF              |     | 1-0 | 0-0 | 3-2 |
| 2    | Stade rennais FC | 12  | 6 | 4 | 0 | 2 | 13 | 6  | +7   |  | Stade rennais FC           | 2-3 |     | 3-0 | 3-1 |
| 3    | Maccabi Haïfa    | 5   | 6 | 1 | 2 | 3 | 3  | 9  | -6   |  | Maccabi Haïfa              | 1-2 | 0-3 |     | 0-0 |
| 4    | Panathinaïkós    | 4   | 6 | 1 | 1 | 4 | 7  | 10 | -3   |  | Panathinaïkós              | 2-0 | 1-2 | 1-2 |     |

| N° | Tour             | Pays    | Match                            | Score |
| -- | ---------------- | ------- | -------------------------------- | ----- |
| 87 | Phase groupe - 1 | Israël  | Stade rennais FC - Maccabi Haïfa | 3 - 0 |
| 88 | Phase groupe - 2 | Espagne | Villarreal CF - Stade rennais FC | 1 - 0 |
| 89 | Phase groupe - 3 | Grèce   | Panathinaïkós - Stade rennais FC | 1 - 2 |
| 90 | Phase groupe - 4 | Grèce   | Stade rennais FC - Panathinaïkós | 3 - 1 |
| 91 | Phase groupe - 5 | Israël  | Maccabi Haïfa - Stade rennais FC | 0 - 3 |
| 92 | Phase groupe - 6 | Espagne | Stade rennais FC - Villarreal CF | 2 - 3 |

Phase finale
| N° | Tour                                    | Pays   | Match                       | Score | Cumul |
| -- | --------------------------------------- | ------ | --------------------------- | ----- | ----- |
| 93 | Barrages à élimination directe (aller)  | Italie | AC Milan - Stade rennais FC | 3 - 0 | 3 - 5 |
| 94 | Barrages à élimination directe (retour) | Italie | Stade rennais FC - AC Milan | 3 - 2 | 3 - 5 |

## Statistiques

### Bilan détaillé
Mise à jour après Rennes - Milan le 22 février 2024.
| Compétition                  | Participation | Domicile | Domicile | Domicile | Domicile | Domicile | Domicile | Domicile | Extérieur | Extérieur | Extérieur | Extérieur | Extérieur | Extérieur | Extérieur | Total | Total | Total | Total | Total | Total | Total | Meilleur parcours                |
| Compétition                  | Participation | M        | V        | N        | D        | BP       | BC       | DIFF     | M         | V         | N         | D         | BP        | BC        | DIFF      | M     | V     | N     | D     | BP    | BC    | DIFF  | Meilleur parcours                |
| ---------------------------- | ------------- | -------- | -------- | -------- | -------- | -------- | -------- | -------- | --------- | --------- | --------- | --------- | --------- | --------- | --------- | ----- | ----- | ----- | ----- | ----- | ----- | ----- | -------------------------------- |
| Ligue des champions (C1)     | 1             | 3        | 0        | 1        | 2        | 3        | 6        | -3       | 3         | 0         | 0         | 3         | 0         | 5         | -5        | 6     | 0     | 1     | 5     | 3     | 11    | -8    | Phase de groupe en 2020          |
| Coupe des coupes (C2)        | 2             | 2        | 0        | 2        | 0        | 1        | 1        | 0        | 2         | 0         | 0         | 2         | 0         | 3         | -3        | 4     | 0     | 2     | 2     | 1     | 4     | -3    | 1/16 de finaliste en 1972        |
| Coupe UEFA/Ligue Europa (C3) | 8             | 29       | 14       | 9        | 6        | 50       | 32       | +18      | 29        | 9         | 2         | 18        | 34        | 52        | -18       | 58    | 23    | 11    | 24    | 84    | 84    | 0     | 1/8 de finaliste en 2019         |
| Ligue Europa Conférence (C4) | 1             | 5        | 3        | 2        | 0        | 10       | 6        | +4       | 5         | 4         | 0         | 1         | 10        | 5         | +5        | 10    | 7     | 2     | 1     | 20    | 11    | +9    | 1/8 de finaliste en 2022         |
| Coupe Intertoto              | 4             | 8        | 5        | 2        | 1        | 15       | 6        | +9       | 8         | 1         | 1         | 6         | 8         | 14        | -6        | 16    | 6     | 3     | 7     | 23    | 20    | +3    | Finaliste en 1999                |
| Total                        | Total         | 47       | 22       | 16       | 9        | 79       | 51       | +28      | 47        | 14        | 3         | 30        | 52        | 79        | -27       | 94    | 36    | 19    | 39    | 131   | 130   | +1    | 1/8 de finaliste en 2019 et 2022 |

### Meilleurs buteurs
Les joueurs évoluant actuellement au Stade rennais FC sont inscrits en caractères gras.
| Pos° | Nom                 | Carrière au club | C1 | C3 | C4 | Int | Total |
| ---- | ------------------- | ---------------- | -- | -- | -- | --- | ----- |
| 1    | Serhou Guirassy     | 2020 - 2023      | 2  | 0  | 3  | 0   | 5     |
| 1    | Gaëtan Laborde      | 2021 - 2022      | 0  | 0  | 5  | 0   | 5     |
| 1    | Benjamin Bourigeaud | 2017 - 2024      | 0  | 4  | 1  | 0   | 5     |
| 4    | Stéphane Guivarc'h  | 1996 - 1997      | 0  | 0  | 0  | 4   | 4     |
| 4    | Jérôme Leroy        | 2007 - 2011      | 0  | 4  | 0  | 0   | 4     |
| 4    | Víctor Hugo Montaño | 2010 - 2013      | 0  | 4  | 0  | 0   | 4     |
| 4    | Ismaïla Sarr        | 2017 - 2019      | 0  | 4  | 0  | 0   | 4     |
| 4    | Martin Terrier      | 2020 - 2024      | 0  | 4  | 0  | 0   | 4     |
| 4    | Amine Gouiri        | 2022 - 2025      | 0  | 4  | 0  | 0   | 4     |
| 10   | Jonathan Pitroipa   | 2011 - 2014      | 0  | 3  | 0  | 0   | 3     |
| 10   | Adrien Hunou        | 2013 - 2021      | 0  | 3  | 0  | 0   | 3     |
| 10   | Ludovic Blas        | 2023 -           | 0  | 3  | 0  | 0   | 3     |

### Joueurs ayant le plus joué
| Pos° | Nom                 | Carrière au club | C1 | C3 | C4 | Int | Total |
| ---- | ------------------- | ---------------- | -- | -- | -- | --- | ----- |
| 1    | Benjamin Bourigeaud | 2017 - 2024      | 5  | 29 | 9  | 0   | 43    |
| 2    | Adrien Truffert     | 2020 - 2025      | 5  | 16 | 9  | 0   | 30    |
| 3    | Hamari Traoré       | 2017 - 2023      | 6  | 15 | 8  | 0   | 29    |
| 4    | Martin Terrier      | 2020 - 2024      | 3  | 13 | 8  | 0   | 24    |
| 5    | Flavien Tait        | 2019 - 2023      | 3  | 11 | 9  | 4   | 23    |
| 6    | Damien Da Silva     | 2018 - 2021      | 6  | 13 | 0  | 0   | 19    |
| 6    | Baptiste Santamaria | 2021 -           | 0  | 10 | 9  | 0   | 19    |
| 8    | Clément Grenier     | 2018 - 2021      | 5  | 13 | 0  | 0   | 18    |
| 9    | M'Baye Niang        | 2018 - 2021      | 3  | 14 | 0  | 0   | 17    |
| 10   | Jimmy Briand        | 2003 - 2010      | 0  | 14 | 0  | 1   | 15    |
| 10   | Romain Del Castillo | 2018 - 2021      | 4  | 9  | 2  | 0   | 15    |

### Adversaires européens
| Pays                     | Match     | Match     | Match     | Match     | Match     | Match     | Match     |
| Pays                     | M         | V         | N         | D         | BP        | BC        | DIFF      |
| Allemagne                | Allemagne | Allemagne | Allemagne | Allemagne | Allemagne | Allemagne | Allemagne |
| ------------------------ | --------- | --------- | --------- | --------- | --------- | --------- | --------- |
| Hambourg SV              | 1         | 0         | 0         | 1         | 0         | 3         | -3        |
| VfB Stuttgart            | 1         | 0         | 0         | 1         | 0         | 2         | -2        |
| Angleterre               |           |           |           |           |           |           |           |
| Arsenal FC               | 2         | 1         | 0         | 1         | 3         | 4         | -1        |
| Aston Villa              | 2         | 1         | 0         | 1         | 2         | 2         | 0         |
| Chelsea FC               | 2         | 0         | 0         | 2         | 1         | 5         | -4        |
| Leicester City           | 2         | 1         | 0         | 1         | 2         | 3         | -1        |
| Tottenham Hotspur        | 2         | 1         | 1         | 0         | 5         | 2         | +3        |
| Autriche                 |           |           |           |           |           |           |           |
| Austria Lustenau         | 2         | 1         | 0         | 1         | 2         | 2         | 0         |
| Austria Vienne           | 2         | 1         | 1         | 0         | 4         | 2         | +2        |
| Bulgarie                 |           |           |           |           |           |           |           |
| Lokomotiv Sofia          | 2         | 1         | 0         | 1         | 4         | 3         | +1        |
| Chypre                   |           |           |           |           |           |           |           |
| AEK Larnaca              | 2         | 1         | 1         | 0         | 3         | 2         | +1        |
| Croatie                  |           |           |           |           |           |           |           |
| Segesta Sisak            | 1         | 0         | 0         | 1         | 1         | 2         | -1        |
| Dinamo Zagreb            | 1         | 0         | 1         | 0         | 1         | 1         | 0         |
| Écosse                   |           |           |           |           |           |           |           |
| Celtic FC                | 4         | 0         | 2         | 2         | 4         | 8         | -4        |
| Rangers FC               | 2         | 0         | 1         | 1         | 1         | 2         | -1        |
| Espagne                  |           |           |           |           |           |           |           |
| Real Betis               | 2         | 1         | 1         | 0         | 6         | 4         | +2        |
| Atlético Madrid          | 2         | 0         | 1         | 1         | 2         | 4         | -2        |
| Atlético Osasuna         | 2         | 1         | 1         | 0         | 3         | 1         | +2        |
| Séville FC               | 2         | 0         | 0         | 2         | 1         | 4         | -3        |
| Villarreal CF            | 2         | 0         | 0         | 2         | 2         | 4         | -2        |
| Géorgie                  |           |           |           |           |           |           |           |
| FC Roustavi              | 2         | 2         | 0         | 0         | 7         | 2         | +5        |
| Grèce                    |           |           |           |           |           |           |           |
| PAOK Salonique           | 1         | 0         | 0         | 1         | 1         | 5         | -4        |
| Panathinaïkós            | 2         | 2         | 0         | 0         | 5         | 2         | +3        |
| Israël                   |           |           |           |           |           |           |           |
| Maccabi Haïfa            | 2         | 2         | 0         | 0         | 6         | 0         | +6        |
| Hapoël Tel-Aviv          | 1         | 1         | 0         | 0         | 2         | 0         | +2        |
| Italie                   |           |           |           |           |           |           |           |
| Juventus FC              | 2         | 0         | 1         | 1         | 2         | 4         | -2        |
| SS Lazio                 | 2         | 1         | 0         | 1         | 3         | 2         | +1        |
| AC Milan                 | 2         | 1         | 0         | 1         | 3         | 5         | -2        |
| Udinese Calcio           | 2         | 0         | 1         | 1         | 1         | 2         | -1        |
| Kazakhstan               |           |           |           |           |           |           |           |
| FK Astana                | 2         | 1         | 0         | 1         | 2         | 2         | 0         |
| Norvège                  |           |           |           |           |           |           |           |
| SK Brann                 | 1         | 0         | 1         | 0         | 1         | 1         | 0         |
| Rosenborg BK             | 2         | 2         | 0         | 0         | 5         | 1         | +4        |
| Stabæk Fotball           | 2         | 1         | 0         | 1         | 3         | 2         | +1        |
| Pays-Bas                 |           |           |           |           |           |           |           |
| Vitesse Arnhem           | 2         | 1         | 1         | 0         | 5         | 4         | +1        |
| FC Twente                | 2         | 1         | 0         | 1         | 2         | 2         | 0         |
| République tchèque       |           |           |           |           |           |           |           |
| Dukla Prague             | 2         | 0         | 1         | 1         | 0         | 2         | -2        |
| FK Jablonec              | 2         | 2         | 0         | 0         | 3         | 1         | +2        |
| FC Slovácko              | 2         | 1         | 0         | 1         | 7         | 4         | +3        |
| Roumanie                 |           |           |           |           |           |           |           |
| Rapid Bucarest           | 1         | 0         | 0         | 1         | 0         | 2         | -2        |
| CFR Cluj                 | 2         | 0         | 0         | 2         | 0         | 2         | -2        |
| Russie                   |           |           |           |           |           |           |           |
| FK Krasnodar             | 2         | 0         | 1         | 1         | 1         | 2         | -1        |
| Serbie                   |           |           |           |           |           |           |           |
| Étoile rouge de Belgrade | 2         | 2         | 0         | 0         | 6         | 1         | +5        |
| Slovénie                 |           |           |           |           |           |           |           |
| NŠ Mura                  | 2         | 2         | 0         | 0         | 3         | 1         | +2        |
| Suède                    |           |           |           |           |           |           |           |
| Örgryte IS               | 1         | 0         | 1         | 0         | 1         | 1         | 0         |
| Suisse                   |           |           |           |           |           |           |           |
| FC Bâle                  | 1         | 0         | 0         | 1         | 0         | 1         | -1        |
| FC Lucerne               | 1         | 0         | 0         | 1         | 1         | 2         | -2        |
| Turquie                  |           |           |           |           |           |           |           |
| Fenerbahçe SK            | 2         | 0         | 2         | 0         | 5         | 5         | 0         |
| Ukraine                  |           |           |           |           |           |           |           |
| Chakhtar Donetsk         | 3         | 1         | 0         | 2         | 3         | 4         | -1        |
| Dynamo Kiev              | 4         | 2         | 0         | 2         | 5         | 6         | -1        |
| Tavria Simferopol        | 2         | 1         | 0         | 1         | 1         | 1         | 0         |
| Total                    | 94        | 36        | 19        | 39        | 131       | 130       | +1        |

### Localisations des clubs
Glasgow
Celtic FC
Rangers FC
Londres
Arsenal FC
Chelsea FC
Tottenham Hotspur
Séville
Real Betis
Seville FC

### Classement UEFA
| Rang | Club                     | 01/02  | 02/03 | 03/04 | 04/05 | 05/06 | Points |
| 114  | Dinamo Zagreb            | 2.000  | 4.000 | 4.000 | 6.000 | -     | 16.000 |
| 115  | Étoile rouge de Belgrade | 1.000  | 4.000 | 4.000 | 0.000 | 5.000 | 14.000 |
| 116  | Servette FC              | 10.000 | 2.000 | -     | -     | -     | 12.000 |
| 117  | Heart of Midlothian      | -      | -     | 5.000 | 5.000 | -     | 10.000 |
| 118  | Union Berlin             | 4.000  | -     | -     | -     | -     | 4.000  |
| 119  | Stade rennais FC         | -      | -     | -     | -     | 3.000 | 3.000  |
| 120  | Vitesse Arnhem           | -      | 6.000 | -     | -     | -     | 6.000  |
| 121  | FC Twente                | 6.000  | -     | -     | -     | -     | 6.000  |
| 122  | Vitória SC               | -      | -     | -     | -     | 5.000 | 5.000  |
| 123  | Maccabi Tel-Aviv         | 4.000  | 2.000 | -     | 6.000 | -     | 12.000 |
| 124  | Maccabi Haïfa            | -      | 6.000 | 4.000 | 2.000 | -     | 12.000 |

| Rang | Club                | 03/04  | 04/05  | 05/06 | 06/07  | 07/08 | Points |
| 93   | Southampton FC      | 1.000  | -      | -     | -      | -     | 1.000  |
| 94   | Partizan Belgrade   | 4.000  | 11.000 | 2.000 | 3.000  | -     | 20.000 |
| 95   | AS Nancy-Lorraine   | -      | -      | -     | 8.000  | -     | 8.000  |
| 96   | Alemannia Aachen    | -      | 9.000  | -     | -      | -     | 9.000  |
| 97   | West Ham United     | -      | -      | -     | 0.000  | -     | 0.000  |
| 98   | Stade rennais FC    | -      | -      | 3.000 | -      | 4.000 | 7.000  |
| 99   | FC Nuremberg        | -      | -      | -     | -      | 8.000 | 8.000  |
| 100  | FC Copenhague       | 3.000  | -      | 1.000 | 8.000  | 5.000 | 17.000 |
| 101  | Gençlerbirliği SK   | 12.000 | 1.000  | -     | -      | -     | 13.000 |
| 102  | Maccabi Haïfa       | 4.000  | 2.000  | -     | 12.000 | -     | 18.000 |
| 103  | Eintracht Francfort | -      | -      | -     | 6.000  | -     | 6.000  |

| Rang | Club                | 04/05 | 05/06 | 06/07  | 07/08 | 08/09  | Points |
| 97   | VfL Wolfsburg       | -     | -     | -      | -     | 10.000 | 10.000 |
| 98   | Standard de Liège   | 5.000 | -     | 0.000  | 1.000 | 10.000 | 16.000 |
| 99   | US Livourne         | -     | -     | 8.000  | -     | -      | 8.000  |
| 100  | Alemannia Aachen    | 9.000 | -     | -      | -     | -      | 9.000  |
| 101  | FC Nuremberg        | -     | -     | -      | 8.000 | -      | 8.000  |
| 102  | Stade rennais FC    | -     | 3.000 | -      | 4.000 | 2.000  | 9.000  |
| 103  | Hapoël Tel-Aviv     | -     | -     | 10.000 | 5.000 | 0.000  | 15.000 |
| 104  | FC Twente           | -     | -     | -      | 2.000 | 8.000  | 10.000 |
| 105  | Eintracht Francfort | -     | -     | 6.000  | -     | -      | 6.000  |
| 106  | Maccabi Haïfa       | 2.000 | -     | 12.000 | -     | -      | 14.000 |
| 107  | Millwall FC         | 1.000 | -     | -      | -     | -      | 1.000  |

| Rang | Club             | 07/08 | 08/09 | 09/10 | 10/11 | 11/12  | Points |
| 90   | Aris Salonique   | 6.000 | 0.000 | -     | 8.000 | -      | 14.000 |
| 91   | Rosenborg BK     | 8.000 | 6.000 | 0.500 | 2.000 | 1.500  | 18.000 |
| 92   | Austria Vienne   | 4.000 | 2.000 | 2.000 | 1.500 | 6.000  | 15.500 |
| 93   | SC Heerenveen    | 2.000 | 3.000 | 6.000 | -     | -      | 11.000 |
| 94   | Palerme FC       | 2.000 | -     | -     | 5.000 | 1.000  | 8.000  |
| 95   | Stade rennais FC | 4.000 | 2.000 | -     | -     | 3.000  | 9.000  |
| 96   | Toulouse FC      | 4.000 | -     | 5.000 | -     | -      | 9.000  |
| 97   | Trabzonspor      | -     | -     | 1.500 | 1.500 | 10.000 | 13.000 |
| 98   | Slavia Prague    | 8.000 | 4.000 | 3.000 | -     | -      | 15.000 |
| 99   | Blackburn Rovers | 2.000 | -     | -     | -     | -      | 2.000  |
| 1000 | Real Saragosse   | 2.000 | -     | -     | -     | -      | 2.000  |

| Rang | Club                  | 14/15 | 15/16 | 16/17  | 17/18 | 18/19  | Points |
| 106  | FK Rostov             | 1.500 | -     | 12.000 | -     | -      | 13.500 |
| 107  | AFC Astra Giurgiu     | 3.000 | 1.500 | 7.000  | 1.000 | -      | 12.500 |
| 108  | Sheriff Tiraspol      | 1.500 | 0.250 | 1.000  | 7.000 | 2.500  | 12.250 |
| 109  | Apollon Limassol      | 2.000 | 1.000 | 1.000  | 3.000 | 5.000  | 12.000 |
| 110  | Hapoël Beer-Sheva     | 0.500 | 0.500 | 6.000  | 3.000 | 2.000  | 12.000 |
| 111  | Stade rennais FC      | -     | -     | -      | -     | 11.000 | 11.000 |
| 112  | Girondins de Bordeaux | -     | 4.000 | -      | 1.000 | 5.000  | 9.000  |
| 113  | OGC Nice              | -     | -     | 4.000  | 6.000 | -      | 10.000 |
| 114  | LOSC Lille            | 4.000 | -     | 1.000  | -     | -      | 5.000  |
| 115  | EA Guingamp           | 9.000 | -     | -      | -     | -      | 9.000  |
| 116  | Rosenborg BK          | 1.000 | 2.000 | 1.500  | 4.000 | 3.000  | 11.500 |

| Rang | Club              | 15/16 | 16/17 | 17/18 | 18/19  | 19/20  | Points |
| 102  | FC Midtjylland    | 7.000 | 1.500 | 1.500 | 2.500  | 2.000  | 14.500 |
| 103  | Torino FC         | -     | -     | -     | -      | 2.500  | 2.500  |
| 104  | US Sassuolo       | -     | 4.000 | -     | -      | -      | 4.000  |
| 105  | UC Sampdoria      | 1.000 | -     | -     | -      | -      | 1.000  |
| 106  | LASK              | -     | -     | -     | 2.000  | 12.000 | 14.000 |
| 107  | Stade rennais FC  | -     | -     | -     | 11.000 | 3.000  | 14.000 |
| 108  | NK Maribor        | 1.000 | 1.500 | 7.000 | 2.000  | 2.500  | 14.000 |
| 109  | Hapoël Beer-Sheva | 0.500 | 6.000 | 3.000 | 2.000  | 2.500  | 14.000 |
| 110  | Rosenborg BK      | 2.000 | 1.500 | 4.000 | 3.000  | 3.000  | 13.500 |
| 111  | FC Zurich         | 1.000 | 5.000 | -     | 7.000  | -      | 13.000 |
| 112  | Sheriff Tiraspol  | 0.250 | 1.000 | 7.000 | 2.500  | 2.000  | 12.750 |

| Rang | Club              | 16/17  | 17/18  | 18/19  | 19/20 | 20/21 | Points |
| 82   | Real Betis        | -      | -      | 10.000 | -     | -     | 10.000 |
| 83   | Athletic Bilbao   | 9.000  | 10.000 | -      | -     | -     | 19.000 |
| 84   | Celta Vigo        | 19.000 | -      | -      | -     | -     | 19.000 |
| 85   | AEK Athènes       | 1.000  | 9.000  | 4.000  | 2.500 | 3.000 | 19.500 |
| 86   | Fenerbahçe SK     | 10.000 | 1.500  | 8.000  | -     | -     | 19.500 |
| 87   | Stade rennais FC  | -      | -      | 11.000 | 3.000 | 5.000 | 19.000 |
| 88   | Malmö FF          | -      | 1.000  | 7.000  | 8.000 | 2.500 | 18.500 |
| 89   | Spartak Moscou    | 1.000  | 11.000 | 4.000  | 2.500 | -     | 18.500 |
| 90   | Partizan Belgrade | 0.500  | 7.000  | 2.500  | 6.000 | 2.000 | 18.000 |
| 91   | Hapoël Beer-Sheva | 6.000  | 3.000  | 2.000  | 2.500 | 4.000 | 17.500 |
| 92   | Sparta Prague     | 9.000  | 1.000  | 1.500  | 2.000 | 4.000 | 17.500 |

| Rang | Club             | 17/18  | 18/19  | 19/20  | 20/21  | 21/22  | Points |
| 44   | Club Bruges      | 1.500  | 11.000 | 8.000  | 11.000 | 7.000  | 38.500 |
| 45   | AC Milan         | 12.000 | 7.000  | -      | 12.000 | 7.000  | 38.000 |
| 46   | BSC Young Boys   | 5.000  | 7.000  | 6.000  | 11.000 | 8.000  | 37.000 |
| 47   | LASK             | -      | 2.000  | 12.000 | 7.000  | 15.000 | 36.000 |
| 48   | Lokomotiv Moscou | 12.000 | 6.000  | 6.000  | 7.000  | 3.000  | 34.000 |
| 49   | Stade rennais FC | -      | 11.000 | 3.000  | 5.000  | 14.000 | 33.000 |
| 50   | PSV Eindhoven    | 1.000  | 6.000  | 6.000  | 10.000 | 10.000 | 33.000 |
| 51   | Celtic FC        | 8.000  | 6.000  | 10.000 | 3.000  | 6.000  | 33.000 |
| 52   | Beşiktaş JK      | 19.000 | 5.000  | 3.000  | 2.000  | 4.000  | 33.000 |
| 53   | CSKA Moscou      | 17.000 | 9.000  | 4.000  | 3.000  | -      | 33.000 |
| 54   | Galatasaray SK   | 0.500  | 8.000  | 6.000  | 2.500  | 15.000 | 32.000 |

| Rang | Club                     | 18/19  | 19/20  | 20/21  | 21/22  | 22/23  | Points |
| 34   | Slavia Prague            | 14.000 | 6.000  | 16.000 | 10.000 | 6.000  | 52.000 |
| 35   | Feyenoord Rotterdam      | 2.000  | 4.000  | 4.000  | 24.000 | 17.000 | 51.000 |
| 36   | West Ham United          | -      | -      | -      | 21.000 | 29.000 | 50.000 |
| 37   | AC Milan                 | 7.000  | -      | 12.000 | 7.000  | 24.000 | 50.000 |
| 38   | AZ Alkmaar               | 1.500  | 8.000  | 6.000  | 13.000 | 19.000 | 47.500 |
| 39   | Stade rennais FC         | 11.000 | 3.000  | 5.000  | 14.000 | 11.000 | 44.000 |
| 40   | SC Braga                 | 2.000  | 10.000 | 9.000  | 16.000 | 7.000  | 44.000 |
| 41   | PSV Eindhoven            | 6.000  | 6.000  | 10.000 | 10.000 | 11.000 | 43.000 |
| 42   | SS Lazio                 | 6.000  | 4.000  | 17.000 | 9.000  | 6.000  | 42.000 |
| 43   | Étoile rouge de Belgrade | 7.000  | 6.000  | 10.000 | 15.000 | 4.000  | 42.000 |
| 44   | FC Copenhague            | 4.000  | 14.000 | 2.500  | 13.000 | 7.000  | 40.500 |

| Rang | Club                     | 19/20  | 20/21  | 21/22  | 22/23  | 23/24  | Points |
| 42   | SC Braga                 | 10.000 | 9.000  | 16.000 | 7.000  | 7.000  | 49.000 |
| 43   | Olympique de Marseille   | -      | 6.000  | 16.000 | 8.000  | 17.000 | 47.000 |
| 44   | LOSC Lille               | 5.000  | 8.000  | 17.000 | -      | 17.000 | 47.000 |
| 45   | La Gantoise              | 10.000 | 3.000  | 11.000 | 11.000 | 10.000 | 45.000 |
| 46   | Olympique lyonnais       | 23.000 | -      | 21.000 | -      | -      | 44.000 |
| 47   | Stade rennais FC         | 3.000  | 5.000  | 14.000 | 11.000 | 10.000 | 43.000 |
| 48   | Olympiakós               | 10.000 | 10.000 | 8.000  | 3.000  | 10.000 | 41.000 |
| 49   | Étoile rouge de Belgrade | 6.000  | 10.000 | 15.000 | 4.000  | 5.000  | 40.000 |
| 50   | ACF Fiorentina           | -      | -      | -      | 20.000 | 18.000 | 38.000 |
| 51   | PAOK Salonique           | 2.500  | 5.000  | 13.000 | 1.500  | 15.000 | 37.000 |
| 52   | LASK                     | 12.000 | 7.000  | 15.000 | -      | 3.000  | 37.000 |